# Daniel Day-Lewis
Sir Daniel Michael Blake Day-Lewis (ur. 29 kwietnia 1957 w Londynie) – brytyjski aktor filmowy i teatralny. Posiada irlandzkie obywatelstwo.
Zdobywca trzech Oscarów za najlepsze role pierwszoplanowe w filmach: Moja lewa stopa (1989), Aż poleje się krew (2007) i Lincoln (2012), łącznie był nominowany do nagrody sześć razy. W listopadzie 2012 został okrzyknięty „największym aktorem świata” przez amerykański tygodnik „Time”. W czerwcu 2017 poinformował o zakończeniu kariery aktorskiej. W 2024 roku powrócił do aktorstwa, by zagrać w filmie Anemone w reżyserii jego syna Ronana.

## Życiorys

### Rodzina i edukacja
Urodził się w Greenwich w Londynie jako syn irlandzkiego poety Cecila Day-Lewisa i pochodzącej z żydowskiej rodziny aktorki Jill Balcon. Dorastał ze starszą siostrą Lydią Tamasin (ur. 1953). Kiedy miał dwa lata, przeprowadził się z rodziną do Croom's Hill w Greenwich.
Po ukończeniu szkoły średniej Bedales School w Hampshire i Sevenoaks School w hrabstwie Kent studiował aktorstwo w Bristol Old Vic Theatre School w Bristol.

### Kariera
Kiedy miał 14 lat, zadebiutował na kinowym ekranie rolą w dramacie Johna Schlesingera Ta przeklęta niedziela (1971) u boku Glendy Jackson. Występował na scenie Bristol Old Vic i Royal Shakespeare Company. Po gościnnym występie w roli DJ-a w serialu BBC Mały nakład (Shoestring, 1980) znalazł się w obsadzie biograficznego dramatu Richarda Attenborough Gandhi (1982) z Benem Kingsleyem i Candice Bergen. Później wystąpił w przygodowym dramacie historycznym Bunt na Bounty (1984) u boku Mela Gibsona i Anthony’ego Hopkinsa, komediodramacie Stephena Frearsa Moja piękna pralnia (1985) oraz melodramacie Jamesa Ivory Pokój z widokiem (1985) z Heleną Bonham Carter i Julianem Sandsem.
Za rolę Christy’ego Browna, uznanego artysty malarza zmagającego się z porażeniem mózgowym, urodzonego niemal całkowicie sparaliżowanego, a przez większą część dzieciństwa uważanego za niedorozwiniętego umysłowo w biograficznym filmie Jima Sheridana Moja lewa stopa (1989) został uhonorowany nagrodą Oscara i Brytyjskiej Akademii Filmowej (BAFTA).
Uchodził za perfekcjonistę. Przed nagrywaniem scen przesłuchania Gerry’ego Conlona, drobnego złodziejaszka z Belfastu niewinnie skazanego za udział w zamachu terrorystycznym, w opartym na faktach dramacie Jima Sheridana W imię ojca (1993) spędził trzy doby w zamkniętej celi więziennej – bez snu, gdyż strażnicy co dziesięć minut uderzali o kraty blaszanymi kubkami. Ta kreacja przyniosła mu nominację do Oscara. Przed realizacją filmu Bokser  (1997) przeszedł kilkumiesięczny trening bokserski. Przygotowując się do roli bezlitosnego przywódcy grupy Amerykanów – Billa „Rzeźnika” Poole’a w dramacie gangsterskim Gangi Nowego Jorku (2002), nosił stroje z epoki także poza planem. Za rolę w tym filmie zdobył kolejną nominację do Oscara.
Drugiego Oscara w karierze przyniosła mu rola wydobywcy cennego surowca w Kalifornii w dramacie Paula Thomasa Andersona Aż poleje się krew (2007). Trzecią statuetkę Oscara otrzymał za rolę prezydenta Stanów Zjednoczonych Abrahama Lincolna w filmie Stevena Spielberga Lincoln (2012).
W grudniu 2017 roku pojawił się w głównej roli w filmie Nić widmo (Phantom Thread), także w reżyserii Andersona, za którą został ponownie nominowany do Oscara. Wcześniej jednak, w czerwcu tego samego roku, ogłosił koniec kariery aktorskiej, nie zdradzając tego przyczyn.
W październiku 2024 Deadline Hollywood poinformował, że Day-Lewis wraca do aktorstwa. Ma się pojawić w filmie Anemone, którego reżyserem jest jego syn Ronan, a scenariusz napisali oni wspólnie.

## Życie prywatne
W latach 1989–1994 był związany z Isabelle Adjani, z którą ma syna Gabriela-Kane’a (ur. 9 kwietnia 1995). 13 listopada 1996 roku poślubił Rebeccę Miller. Mają dwóch synów – Ronana Cala (ur. 14 czerwca 1998) i Cashela Blake’a (ur. 2002).

## Filmografia

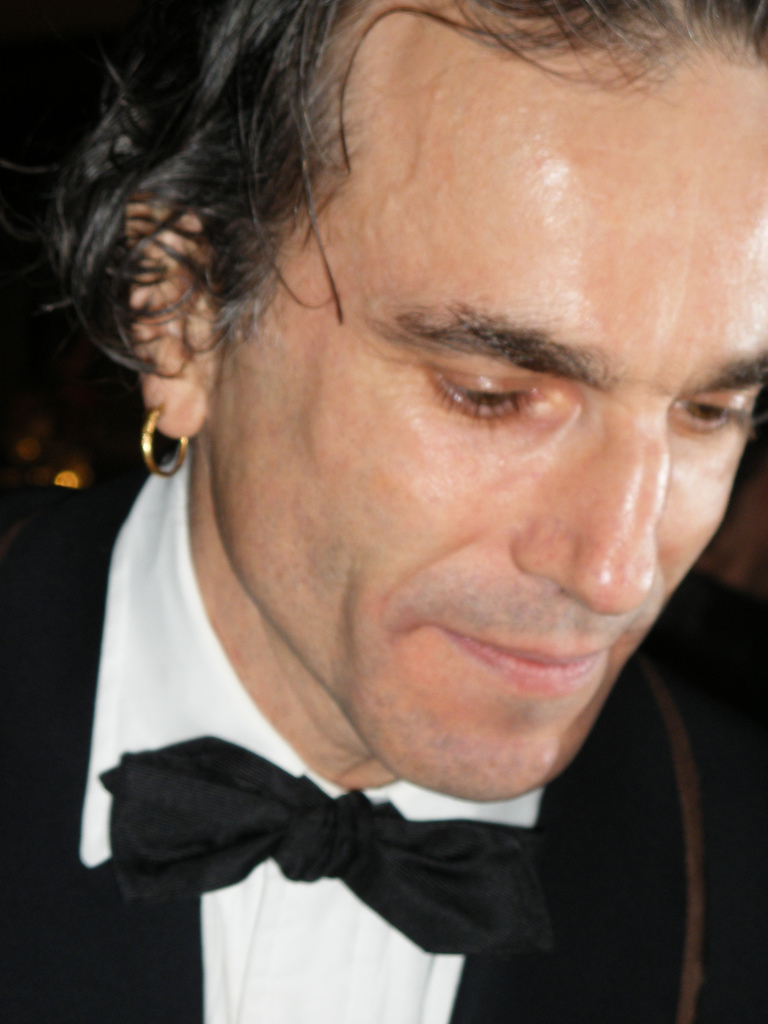
Day-Lewis na gali rozdania nagród BAFTA (2008)

### Filmy fabularne
- 1971: Ta przeklęta niedziela (Sunday Bloody Sunday) jako Łobuz (niewymieniony w czołówce)
- 1981: Thank You, P.G. Wodehouse jako Smith
- 1981: Artemis 81 jako Student w bibliotece
- 1982: Jak daleko stąd do Babilonu? (How Many Miles to Babylon?) jako Alex
- 1982: Gandhi jako Colin
- 1984: Bunt na Bounty (The Bounty) jako Fryer
- 1985: My Brother Jonathan jako Jonathan Dakers
- 1985: Pokój z widokiem (A Room with a View) jako Cecil Vyse
- 1985: Moja piękna pralnia (My Beautiful Laundrette) jako Johnny
- 1986: The Insurance Man jako Franz Kafka
- 1986: Nanou jako Max
- 1988: Nieznośna lekkość bytu (The Unbearable Lightness of Being) jako Tomasz
- 1988: Anglik w Nowym Jorku (Stars and Bars) jako Henderson Dores
- 1989: Moja lewa stopa (My Left Foot: The Story of Christy Brown) jako Christy Brown
- 1989: Uśmiech New Jersey (Eversmile, New Jersey) jako dr Fergus O’Connell
- 1992: Ostatni Mohikanin (The Last of the Mohicans) jako Sokole Oko (Nathaniel Poe)
- 1993: Wiek niewinności (The Age of Innocence) jako Newland Archer
- 1993: W imię ojca (In the Name of the Father) jako Gerry Conlon
- 1996: Czarownice z Salem (The Crucible) jako John Proctor
- 1997: Bokser (The Boxer) jako Danny Flynn
- 2002: Gangi Nowego Jorku (Gangs of New York) jako William "Bill The Butcher" Cutting
- 2005: Ballada o Jacku i Rose (The Ballad of Jack and Rose) jako Jack Slavin
- 2007: Aż poleje się krew (There Will Be Blood) jako Daniel Plainview
- 2009: Dziewięć (Nine) jako Guido Contini
- 2012: Lincoln jako Abraham Lincoln
- 2017: Nić widmo (Phantom Thread) jako Reynolds Woodcock

### Seriale telewizyjne
- 1980: Mały nakład (Shoestring) jako DJ
- 1982: Mróz w maju (Frost in May) jako Archie Hughes-Forret
- 1983: BBC Play of the Month jako Gordon Whitehouse

## Nagrody
- Nagroda Akademii Filmowej
  - Najlepszy aktor pierwszoplanowy: 2008 Aż poleje się krew
  - 1990 Moja lewa stopa
  - 2013 Lincoln
- Złoty Glob Najlepszy aktor w filmie dramatycznym: 2008 Aż poleje się krew
- Nagroda BAFTA
  - Najlepszy aktor pierwszoplanowy: 2008 Aż poleje się krew
  - 2003 Gangi Nowego Jorku
  - 1990 Moja lewa stopa
- Nagroda Gildii Aktorów Ekranowych
  - Najlepszy aktor pierwszoplanowy: 2008 Aż poleje się krew
  - 2003 Gangi Nowego Jorku